# Jean-Pierre Clément
Jean-Pierre Clément, född 2 juni 1809, död 8 november 1870, var en fransk historiker.
Bland Cléments verk märks Histoire de la vie et de l'administration de Colbert (1846), Jacques Coeur et Charles VII (2 band, 1853) och flera upplagor av Lettres, instructions et mémoires de Colbert (8 band, 1861–1882).